# Râul Segre
Râul Segre este un râu spaniol din Catalonia.